# باب میوسل
باب میوسل (انگلیسی: Bob Meusel؛ ۱۹ ژوئیهٔ ۱۸۹۶ – ۲۸ نوامبر ۱۹۷۷) یک بازیکن بیس‌بال اهل ایالات متحده آمریکا بود.